# Gita Ramjee
Gita Ramjee (geboren als Gita Parekh; * 8. April 1956 in Kampala, Uganda; † 31. März 2020 bei Durban, Südafrika) war eine südafrikanische Virologin. Sie war zuletzt Chief Scientific Officer für HIV-Prävention am Aurum Institute in Johannesburg. Außerdem lehrte sie als Ehrenprofessorin im Fachbereich für Epidemiologie und Gesundheitswesen an der London School of Hygiene and Tropical Medicine und anderen Universitäten. Ihre Forschung im Bereich HIV-Prävention gilt als international anerkannt.

## Leben
Gita Parekh wurde 1956 in eine Familie indischer Herkunft in der späteren ugandischen Hauptstadt Kampala geboren. Unter der Diktatur von Idi Amin musste die Familie aufgrund der Vertreibung des asiatischen Bevölkerungsteils Anfang der 1970er Jahre das Land verlassen. Sie besuchte eine High School in Indien und studierte von 1976 bis 1980 Chemie und Physiologie an der University of Sunderland im Vereinigten Königreich.
Nach ihrem Bachelor-Abschluss 1980 heiratete sie einen Südafrikaner indischer Herkunft, mit dem sie 1980 zunächst nach Transvaal, aufgrund der herrschenden Apartheid jedoch bald in das liberalere Durban in Südafrika zog, wo sie an der University of Natal Medical School in der Pädiatrie arbeitete. Nach der Geburt zweier Kinder nahm Gita Ramjee 1988 ein Masterstudium auf und promovierte an ihrer Universität 1994 über Nierenerkrankungen bei Kindern zum Ph.D.
Nach ihrer Dissertation begann ihre langjährige Tätigkeit beim südafrikanischen medizinischen Forschungsrat (South African Medical Research Council), einer halbstaatlichen Forschungseinrichtung, wo sie zuletzt bis 2019 Direktorin des Forschungsbereichs für HIV-Prävention war. Unter ihrer Leitung entwickelte sich ihr Forschungsbereich zum größten der Institution – mit einem Forschungsteam von 350 Personen und internationaler Reputation für HIV-Prävention und -Therapie. Angesichts von durchschnittlich 20 % HIV-Infektionen in der südafrikanischen Bevölkerung und des überdurchschnittlichen Risikos südafrikanischer Frauen, mit HIV infiziert zu werden, konzentrierte sich ihre Arbeit seit 1996 unter anderem auf Mikrobizid-Forschung – diese werden als Gel oder Zäpfchen vaginal oder rektal eingesetzt und sollen vor einer HIV-Infektion schützen, ohne auf die Zustimmung oder Mitwirkung des Partners angewiesen zu sein. Ihre Arbeit schloss auch Gesundheitsbildungsprogramme zu HIV-Prävention mit benachteiligten Frauen und Männern in KwaZulu-Natal ein, eine der am stärksten von HIV betroffenen Regionen des Landes. Für ihre grundlegenden Forschungen und klinischen Studien war sie international anerkannt.
2020 arbeitete Ramjee als Chief Scientific Officer für die Gesundheitsorganisation Aurum Institute, das sich unter anderem ebenfalls mit HIV-Prävention und -Bekämpfung beschäftigt.
Ramjee ist Autorin von mehr als 200 peer-reviewten Fachaufsätzen (Stand 2017) und war Mitglied von nationalen und internationalen Fachgesellschaften und Komitees, darunter der Akademie der Wissenschaften Südafrikas, und dem South African National AIDS Council.
Sie starb am 31. März 2020, wenige Tage nach der Rückkehr von einer Konferenz in London, an Komplikationen im Zusammenhang mit einer COVID-19-Erkrankung.

## Auszeichnungen
- 2010: Ehrenprofessur der London School of Hygiene and Tropical Medicine[4][6]
- Ehrenprofessur der University of Washington[15]
- Ehrenprofessur der Universität Kapstadt.[15]
- Ehrenprofessur der University of Tamil Nadu, Indien[7]
- 2012: Lifetime Achievement Award for HIV Prevention[16]
- 2017: Gold Medal – SAMRC Scientific Achievement Award[17]
- 2018: Outstanding Female Scientist Award der European Development Clinical Trials Partnerships (EDCTP)[18][19]
- Fellow of the Royal College of Physicians of Edinburgh[14]

## Publikationen (Auswahl)
- Sheena McCormack, Gita Ramjee, Anatoli Kamali, Helen Rees, Angela M Crook: PRO2000 vaginal gel for prevention of HIV-1 infection (Microbicides Development Programme 301): a phase 3, randomised, double-blind, parallel-group trial. In: The Lancet. Band 376, Nr. 9749, Oktober 2010, ISSN 0140-6736, S. 1329–1337, doi:10.1016/s0140-6736(10)61086-0, PMID 20851460, PMC 2956883 (freier Volltext).
- Gita Ramjee, Claire Whitaker: Biomedical HIV Prevention. In: Biomedical Engineering – From Theory to Applications. InTech, 2011, ISBN 978-953-307-637-9, doi:10.5772/19196 (intechopen.com [abgerufen am 2. April 2020]).